# Liberty of the Seas
O Liberty of the Seas é um navio de passageiros operado pela Royal Caribbean International e construído pelos estaleiros da Aker Yards Oy em Turku. É a segunda embarcação da Classe Freedom de cruzeiros depois do Freedom of the Seas e seguido pelo Independence of the Seas. Ele realizou sua viagem inaugural em 19 de maio de 2008.

## Cabines
Todos os quartos internos do Liberty of the Seas caracterizam-se por ter banheiros privativos, multiplas opções de camas, armários, televisões de tela plana, contam com 250 tipos de lençóis e telefone para uso no navio.

## Atrações
O Liberty of the Seas possui Parque Aquático (incluindo o FlowRider, um gerador de ondas dentro do navio), uma pscina dedicada aos esportes (Vôlei e basquete) e piscinas de giro espalhadas por toda a lateral do navio. Além de ter uma loja especializada em cafés e uma livraria, Sorrento's Pizzaria e Ben and Jerry's ice cream shop (Sorvetes Ben e Jerry). Outras atrações incluem parede de escalada, patinação no gelo, compatibilidade com rede Wi-Fi por todo o navio, tvs de plasma em todos os quartos e total conectividade com a rede de celular.